# 386528 Walterfurtig
386528 Walterfurtig este o planetă minoră (asteroid) din centura de asteroizi. A fost descoperită pe 12 februarie 2009 la Observatorio de Calar Alto⁠(d) de Felix Hormuth⁠(d). 
Obiectul prezintă o orbită caracterizată de o semiaxă mare de 2,8551990427299 UAi, o excentricitate de 0,086401118765029, o înclinație de 4,8109532276162 ° în raport cu ecliptica.